# Step and Go
«Step and Go» es el vigesimoprimer sencillo de la banda japonesa Arashi que salió el 20 de febrero de 2008.

## Información del sencillo

### "Step and Go"
- Letras por: Wonderland
- Letras del Rap: Sakurai Sho
- Compuesto por: youth case
- Arreglado por: Taku Yoshioka

### "Fuyu wo Dakishimete"
- Letras por: Katsuhiko Sugiyama and Kiyoshi Fujisera
- Compuesto por: Katsuhiko Sugiyama
- Arreglado por: Tomoo Ishiduka

## Lista de pistas
- Edición Normal Lista de pistas

| Pista # | Título de pistas                                 | Duración |
| ------- | ------------------------------------------------ | -------- |
| 1       | "Step and Go"                                    | 4:47     |
| 2       | "Fuyu wo Dakishimete" ("冬を抱きしめて")         | 4:35     |
| 3       | "Step and Go" (Karaoke)                          | 4:47     |
| 4       | "Fuyu wo Dakishimete" ("冬を抱きしめて"カラオケ) | 4:35     |

- Edición Limitada Lista de pistas

| Pista # | Título de pistas | Duración |
| ------- | ---------------- | -------- |
| 1       | "Step and Go"    | 4:47     |

- "Cu[9]ic Box" Edición Especial Lista de pistas

| Pista # | Título de pistas         | Duración |
| ------- | ------------------------ | -------- |
| 1       | "Step and Go"            | 4:47     |
| 2       | "Cool & Soul for Dome07" | 4:42     |

- Edición Limitada DVD Lista de pistas

| Pista # | Título de pistas                                           |
| ------- | ---------------------------------------------------------- |
| 1       | "Step and Go"                                              |
| 2       | Making of Step and Go (メイキング・フィルムの Step and Go) |
| (3)     | Secret Talk                                                |

## Ventas
El sencillo debutó en el primer lugar del Oricon y Billboard Japón y se vendieron más de 300.000 copias en su primera semana a pesar de la carencia de ser sencillado por algún motivo y los lanzamientos el mismo día de Utada Hikaru, Ken Hirai y BoA. 

### Oricon sales chart (Japón)
| Lanzamiento           | Lista                        | Posición máxima | Ínice total de ventas |
| --------------------- | ---------------------------- | --------------- | --------------------- |
| 20 de febrero de 2008 | Oricon Daily Singles Chart   | 1               | 107 689               |
| 27 de febrero de 2008 | Oricon Weekly Singles Chart  | 1               | 324 223               |
| Marzo de 2008         | Oricon Monthly Singles Chart | 1               | 372 146               |
| Diciembre de 2008     | Oricon Yearly Singles Chart  | 12              | 374 449               |

Ventas totales: 374 449

### Listas de Billboard (Japón)
| Lanzamiento           | Lista            | Posición máxima | Semanas en lista |
| --------------------- | ---------------- | --------------- | ---------------- |
| 20 de febrero de 2008 | Hot 100          | 1               | 4 semanas        |
| 20 de febrero de 2008 | Hot 100 Airplay  | 3               | 1 semana         |
| 20 de febrero de 2008 | Hot Single Sales | 1               | 2 semanas        |